# Hängmatta

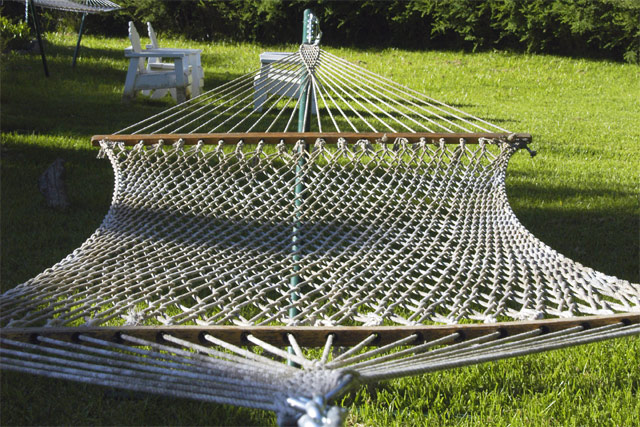
En hängmatta.

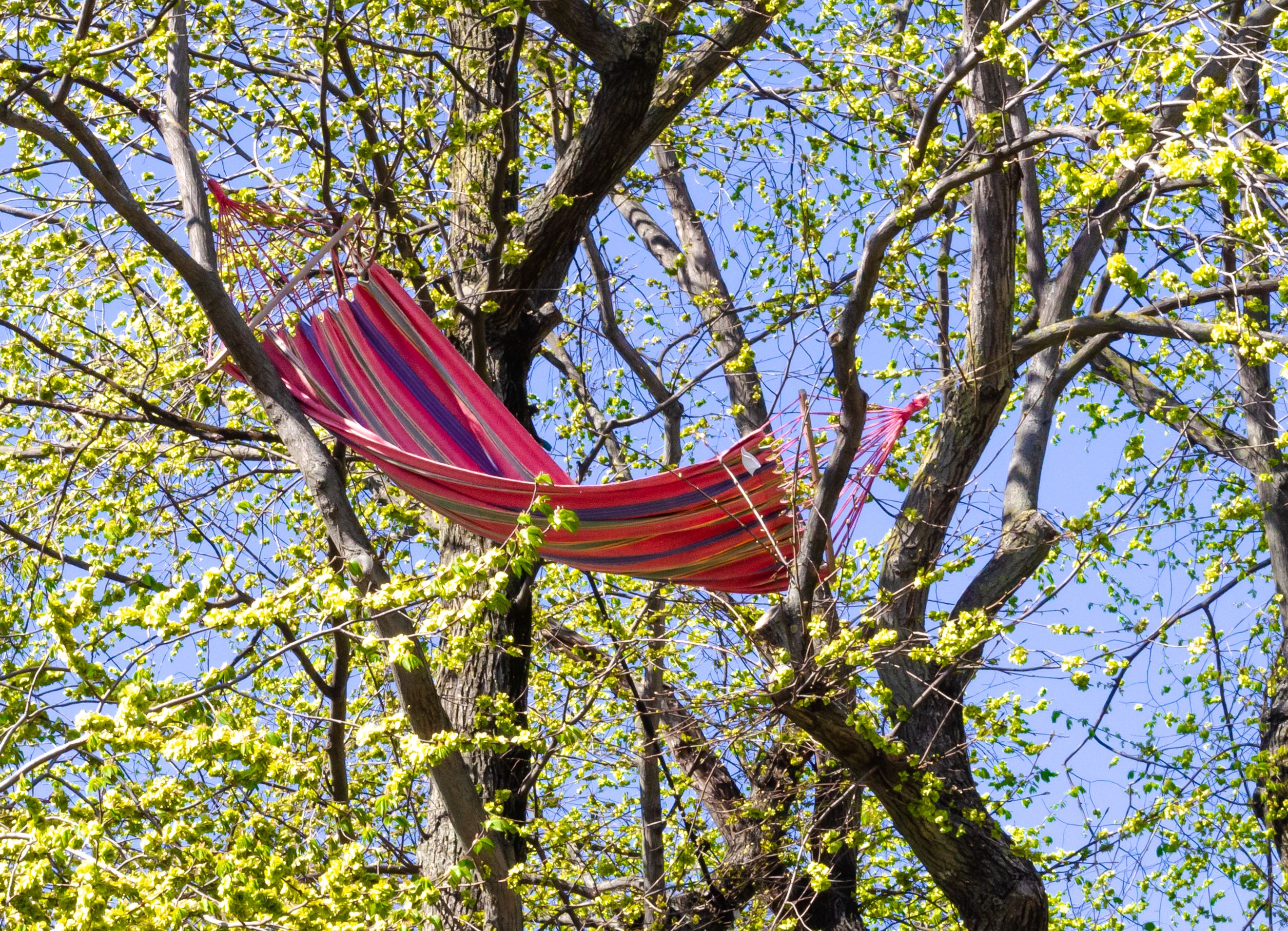
Hängmattor användes för övernattning i träden under Almstriden 1971 för att förhindra att almarna fälldes.

Hängmatta är ett upphängt segelduksstycke eller nät avsett att ligga och vila eller sova på. Den hängs vanligen upp med linor i smaländarna. Hängmattan används under däck på fartyg, i ett boningsrum eller ute i det fria (till exempel mellan ett par träd). Det finns ställningar som kan bära en eller flera hängmattor. Ställningarna är ofta i rostfritt stål.
Hängmattan i trädgården har blivit något av en symbol för sommar, ledighet och avkoppling. 

## Historia

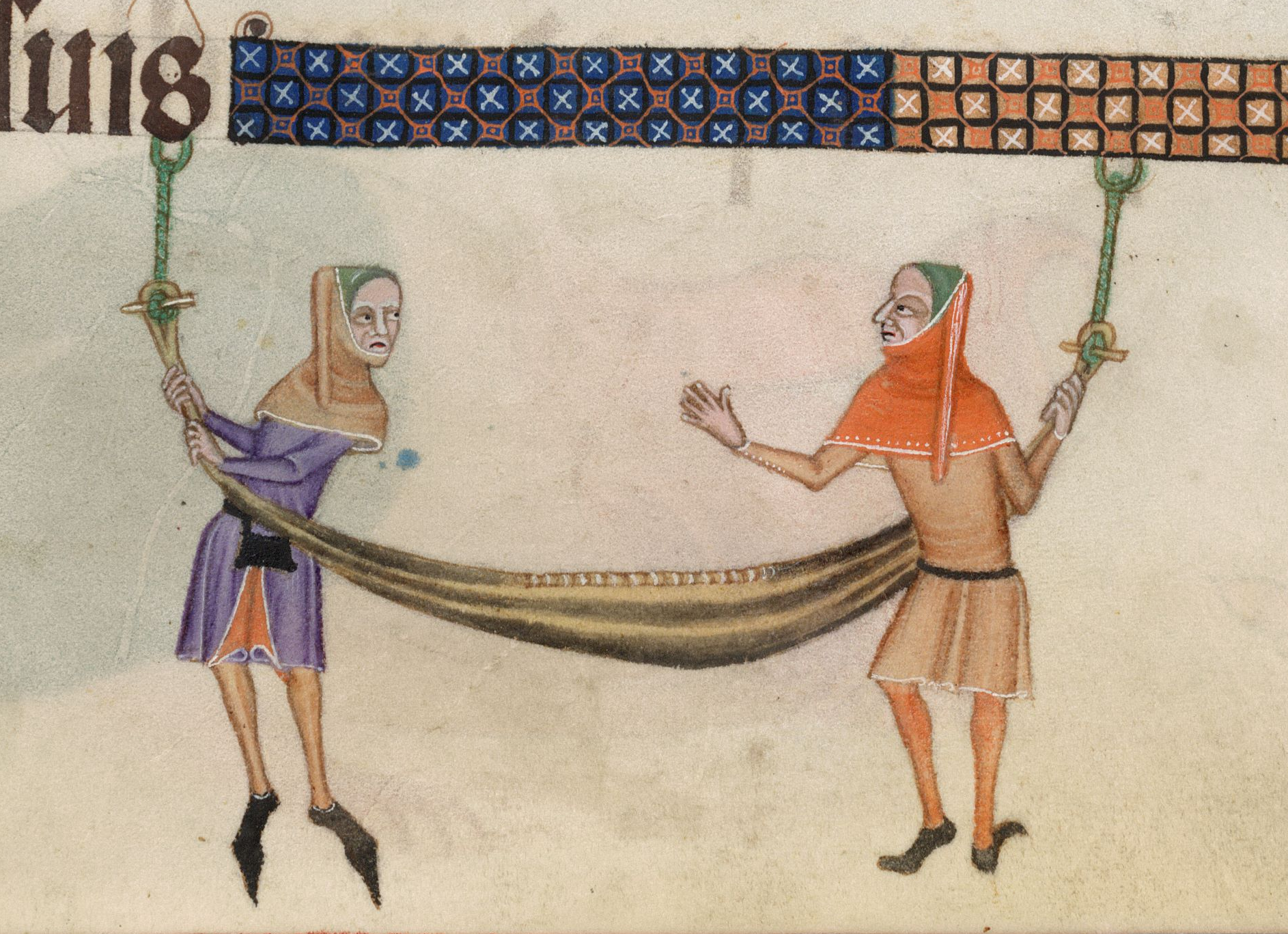
Hängmatta i Luttrell Psalter (c. 1330).

Traditionella hängmattor har sitt ursprung i Centralamerika och kan spåras tillbaka till 4000 år sedan i Mayacivilisationen. De första hängmattorna gjordes av bark från hamackträdet. 
Medan förekomsten av hängmattor kan spåras till England ca år 1330 så populariserades de i Europa först på 1400-talet. Detta efter den spanska invasionen av Centralamerika. De användes därefter först som sängar för besättningsmedlemmar ombord på de spanska galeonerna som återvände till Spanien.